# Mesembryanthemum
Genre
Classification phylogénétique
Les plantes du genre Mesembryanthemum appartiennent à la famille des Aizoacées. Les espèces de ce genre sont appelées ficoïdes en français.

## Principales espèces
- Mesembryanthemum aitonis
- Mesembryanthemum barklyi
- Mesembryanthemum crystallinum L., 1753
- Mesembryanthemum fastigiatum
- Mesembryanthemum guerichianum
- Mesembryanthemum hypertrophicum
- Mesembryanthemum longistylum
- Mesembryanthemum noctiflorum
- Mesembryanthemum nodiflorum L.
- Mesembryanthemum pellitum

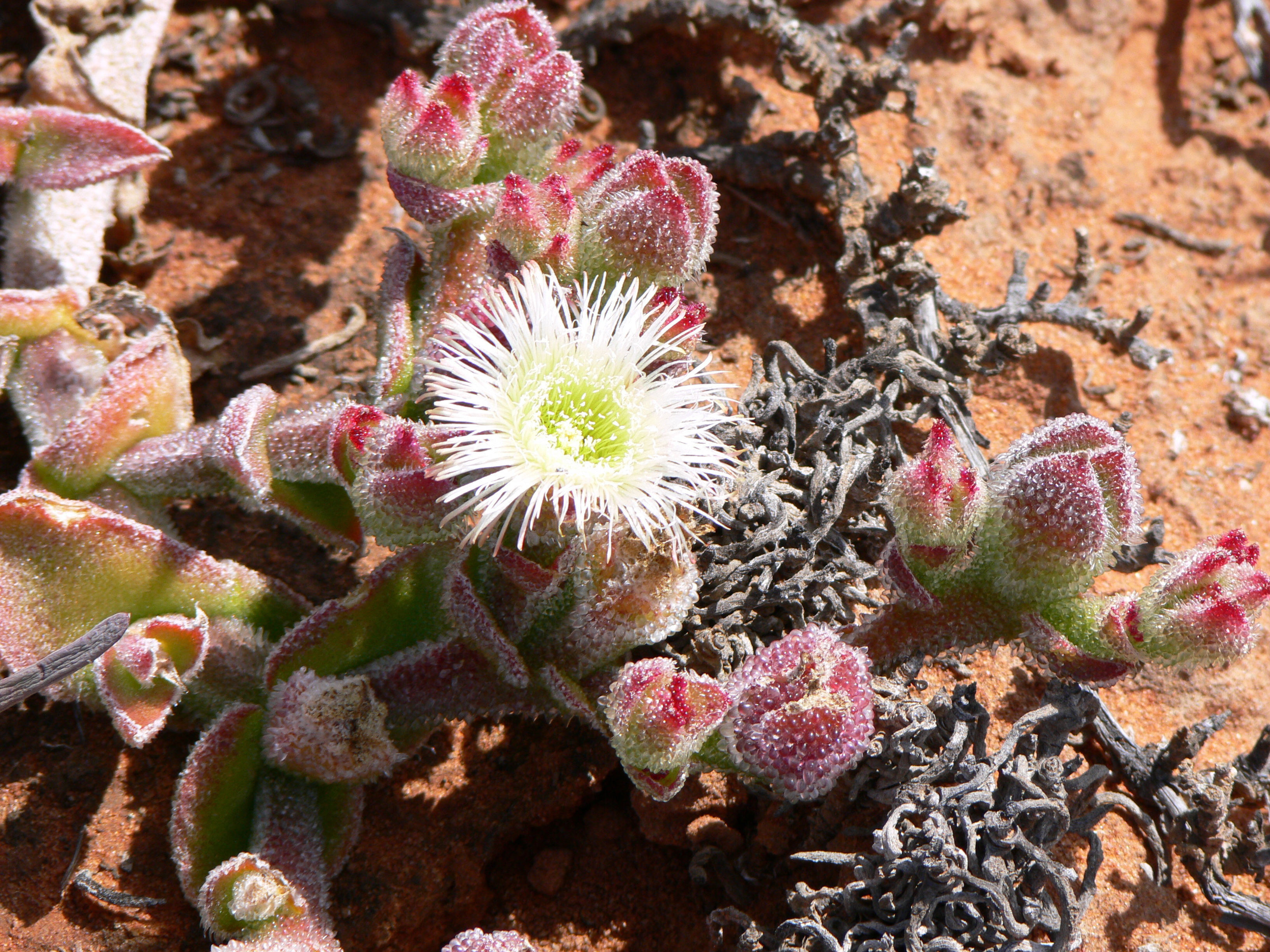
Mesembryanthemum crystallinum Namaqualand
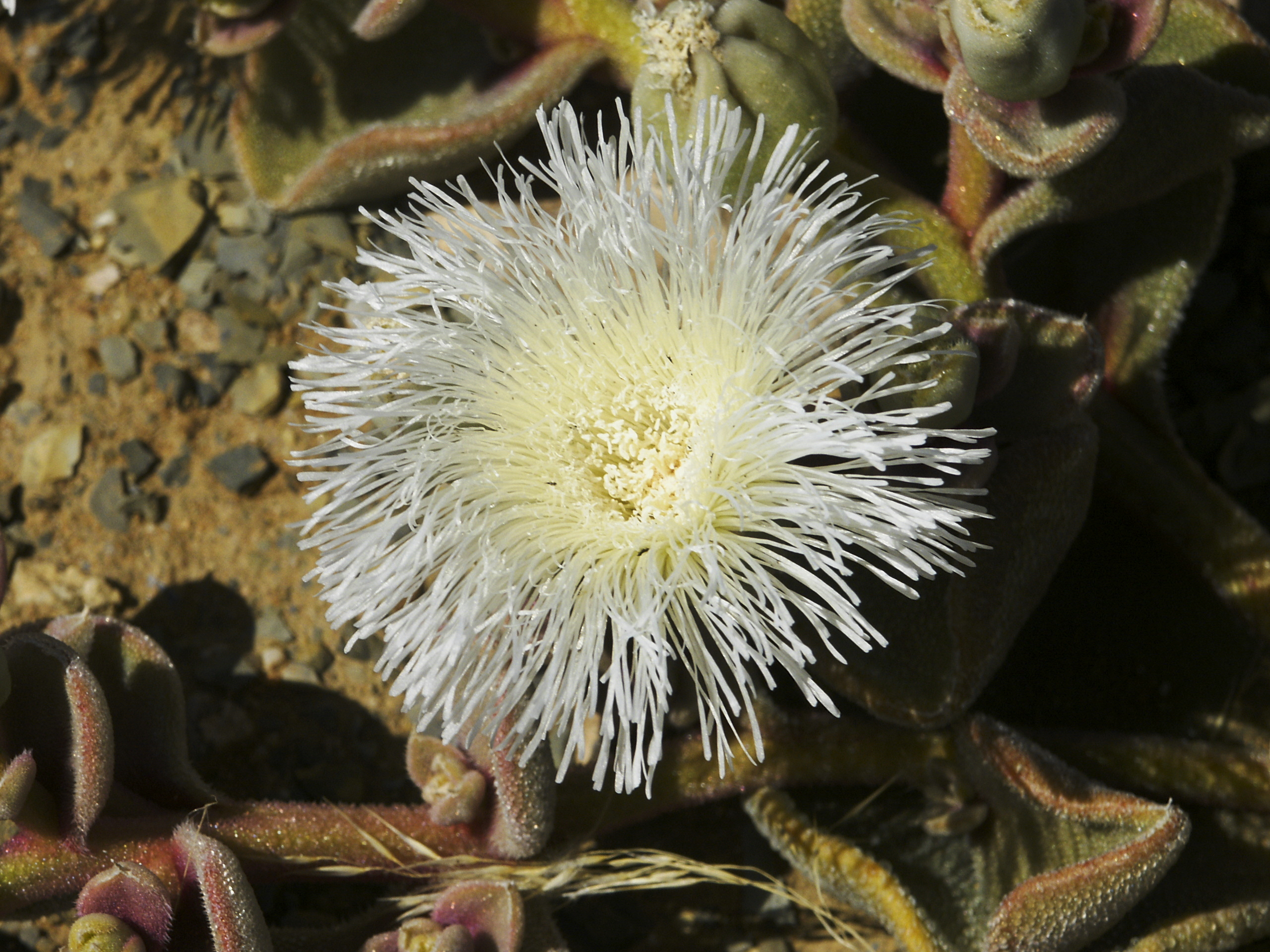
Mesembryanthemum crystallinum Namaqualand
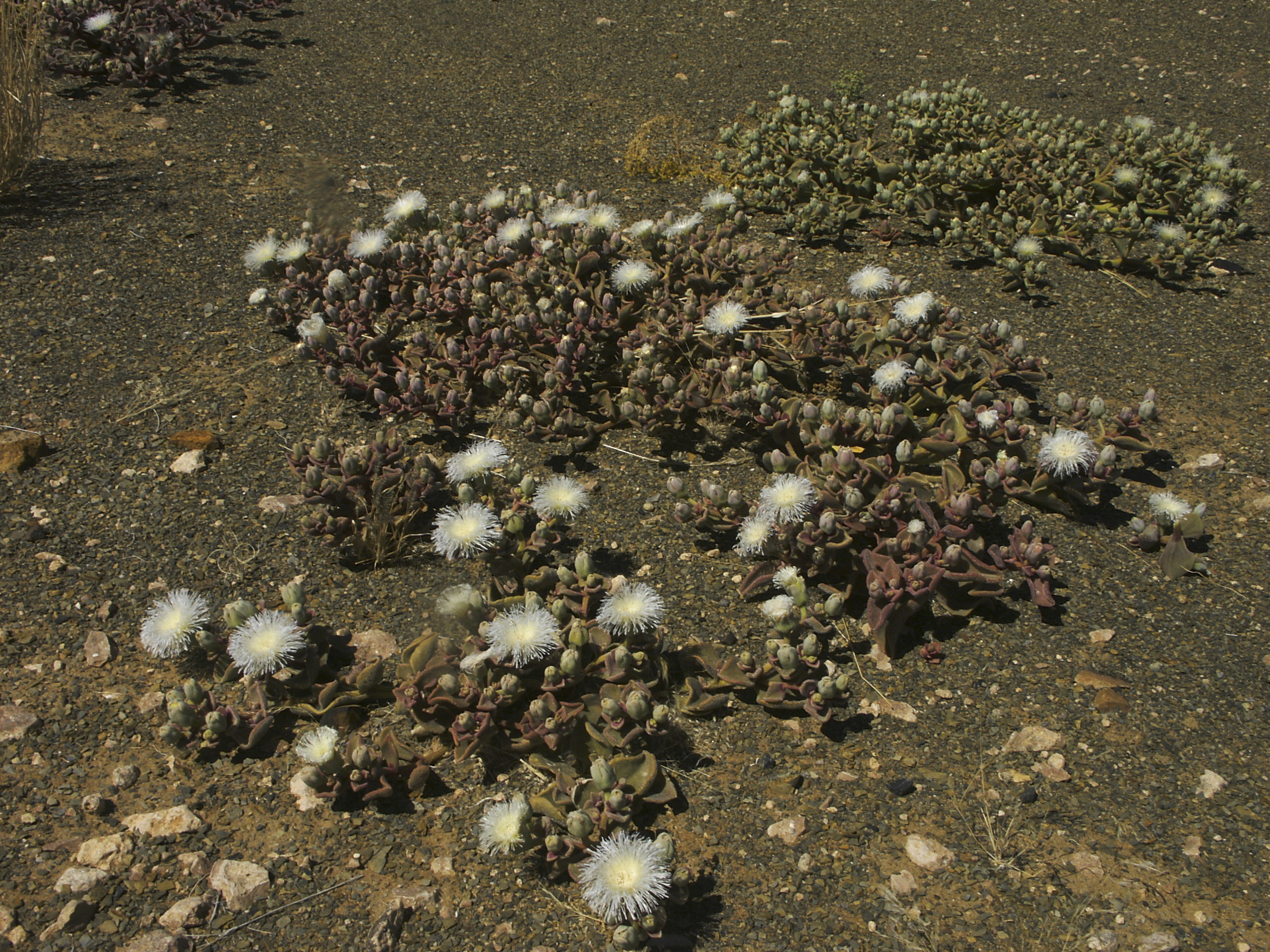
Mesembryanthemum crystallinum Namaqualand